# Општина Бугојно
Општина Бугојно је општина у Федерацији Босне и Херцеговине, БиХ. Сједиште општине је насеље Бугојно. Општина заузима површину од 366 km2. Послије потписивања Дејтонског споразума, општина Бугојно у цјелини ушла је у састав Федерације БиХ.

## Насељена мјеста
Алибеговићи, Барбарићи, Башићи, Беврњићи, Боде, Брда, Бристови, Брижина, Бугојно, Ведро Поље, Весела, Вилеши, Врбања, Врпећ, Вучипоље, Гарачићи, Главице, Голо Брдо, Горњи Богановци, Горуша, Грачаница, Гредине, Гргићи, Доњи Богановци, Дрветине, Ждраловићи, Занесовићи, Злаваст, Злокуће, Ивица, Јагодићи, Јазвеник, Кадировина, Кандија, Караџе, Копчић, Кордићи, Котези, Кош, Кула, Куновци, Кутлићи, Ленђеровина, Луг, Љубнић, Мандалац, Маслићи, Медини, Милановићи, Мрачај, Нухићи, Оџак, Околиште, Павице, Пирићи, Планиница, Подрипци, Пориче, Поточани, Пријаци, Рипићи, Росуље, Ровна, Сабљари, Сеферовићи, Сервани, Скрте, Стојићи, Столац, Шићи, Шушљићи, Трге, Удурлије, Хадровићи, Хапстићи, Харамбашићи, Хум, Хумац, Церибашићи, Црниче, Чавићи, Чардаци, Чаушлије.

## Насељена мјеста 1991.
Алибеговићи, Барбарићи, Башићи, Беврњићи, Боде, Брда, Бристови, Брижина, Бугојно, Ведро Поље, Весела, Вилеши, Врбања, Врпећ, Вучипоље, Гарачићи, Главице, Голо Брдо, Горњи Богановци, Горуша, Грачаница, Гредине, Гргићи, Доњи Богановци, Дрветине, Ждраловићи, Занесовићи, Злаваст, Злокуће, Ивица, Јагодићи, Јазвеник, Кадировина, Кандија, Караџе, Копчић, Кордићи, Котези, Кош, Кула, Куновци, Кутлићи, Ленђеровина, Луг, Љубнић, Маслићи, Медини, Милановићи, Мрачај, Нухићи, Оџак, Околиште, Павице, Пирићи, Планиница, Подрипци, Пориче, Поточани, Пријаци, Росуље, Ровна, Сабљари, Сеферовићи, Сервани, Скрте, Стојићи, Столац, Шићи, Шушљићи, Трге, Удурлије, Хапстићи, Харамбашићи, Хум, Хумац, Церибашићи, Црниче, Чардаци, Чавићи.

## Становништво
По последњем попису становништва из 2013. године, општина Бугојно је имала 31.470 становника, распоређених у 78 насељених места.
| Национални састав према попису из 2013. године‍ | Национални састав према попису из 2013. године‍ | Национални састав према попису из 2013. године‍ | Национални састав према попису из 2013. године‍ | Национални састав према попису из 2013. године‍ |
| ---------------------------------------------- | ---------------------------------------------- | ---------------------------------------------- | ---------------------------------------------- | ---------------------------------------------- |
|                                                |                                                |                                                |                                                |                                                |
| Бошњаци                                        | Бошњаци                                        |                                                | 24.650                                         | 78,33%                                         |
| Хрвати                                         | Хрвати                                         |                                                | 5.767                                          | 18,33%                                         |
| Срби                                           | Срби                                           |                                                | 376                                            | 1,19%                                          |
| остали                                         | остали                                         |                                                | 677                                            | 2,15%                                          |
| укупно: 31.470                                 |                                                |                                                |                                                |                                                |

## Национални састав
| Становништво општине Бугојно |                 |                 |                 |
| година пописа                | 1991.           | 1981.           | 1971.           |
| Муслимани                    | 19.697 (42,00%) | 16.214 (40,56%) | 13.050 (40,96%) |
| Хрвати                       | 16.031 (34,18%) | 14.187 (35,49%) | 12.040 (37,79%) |
| Срби                         | 8.673 (18,49%)  | 7.458 (18,65%)  | 6.295 (19,76%)  |
| Југословени                  | 1.561 (3,33%)   | 1.731 (4,33%)   | 197 (0,62%)     |
| остали и непознато           | 927 (1,98%)     | 379 (0,95%)     | 274 (0,86%)     |
| укупно                       | 46.889          | 39.969          | 31.856          |